# Vicente Fidel López
Vicente Fidel López (* 24. April 1815 in Buenos Aires; † 30. August 1903 ebenda) war ein argentinischer Rechtsanwalt, Politiker, Journalist und Historiker.
Der Sohn des Politikers und Dichters Vicente López y Planes wurde nach dem Abschluss seines Jurastudiums 1837 Sekretär der argentinischen Academia de Jurisprudencia. Er leitete in dieser Zeit eine Druckerei und unterrichtete an der Universidad de Dalmacio Vélez Sarsfield in Buenos Aires. Im Salón Literario des Schriftstellers Marcos Sastre lernte er Intellektuelle wie Esteban Echeverría, Juan Bautista Alberdi und Juan María Gutiérrez kennen, die als Generación del 37 bekannt wurden, und gehörte 1838 zu den Gründern der oppositionellen Asociación de Mayo.
Als Gegner der Diktatur Juan Manuel de Rosas’ ging López 1840 ins Exil nach Chile. 1842 übernahm er dort die Leitung der Revista de Valparaíso, in der mehrere in Argentinien verbotene Intellektuelle anonym ihre oppositionellen Schriften gegen Rosas publizieren konnten. Daneben arbeitete er von 1842 bis 1853 für Domingo Faustino Sarmientos Zeitschrift El Progreso, in der sein historischer Fortsetzungsroman Alí Bajá erschien. Seine historische Erzählung La novia del hereje o la Inquisición en Lima, die er 1843 in der Zeitschrift El Observador Político veröffentlichte, wurde 1854 auch als Buch herausgegeben.
Gemeinsam mit Sarmiento gründete er 1843 das Studienhaus El Liceo, in dem neben ihnen beiden auch Francisco Bilbao unterrichtete. Als Ergebnis seiner historischen Studien erschien 1845 das Compendio de istoria de Chile, in den Anales de la Universidad de Chile wurden seine Erinnerungen unter dem Titel Sobre los resultados generales con que los pueblos antiguos han contribuido a la civilización de la humanidad veröffentlicht.
Nach dem Sturz Rosas’ 1852 diente López kurze Zeit als Minister in der Provinzialregierung seines Vaters und emigrierte dann nach Uruguay. Nach seiner Rückkehr nach Argentinien wurde er einer der angesehensten Anwälte des Landes und war von 1873 bis 1876 Rektor der Universität Buenos Aires, von 1876 bis 1879 Abgeordneter der Cámara de Diputados de la Nación Argentina. Unter Präsident Carlos Pellegrini war er von 1890 bis 1892 Finanzminister. Mit seiner zehnbändigen Historia de la República Argentina  (1883–1893) etablierte er sich neben Bartolomé Mitre als Begründer der argentinischen Geschichtsschreibung.